# Causas y azares
Causas y azares es el séptimo álbum del cantautor cubano Silvio Rodríguez. Fue sonorizado con colaboración de Afrocuba. Para el disco seleccionó algunas de sus composiciones más rítmicas y sonoras .
En su primera edición en LP fue un álbum doble. La reedición en disco compacto se hizo en un único disco.

## Lista de canciones
El disco como LP está distribuido de la siguiente manera:

### Disco 1
| Lado A |                                  |          |  |
| N.º    | Título                           | Duración |  |
| 1.     | «Causas y azares»                | 5:23     |  |
| 2.     | «Canto arena»                    | 4:22     |  |
| 3.     | «Sólo el amor»                   | 4:08     |  |
| 4.     | «Historia de las sillas»         | 2:26     |  |
| 5.     | «Canción en harapos (fragmento)» | 1:07     |  |

| Lado B |                                                            |          |  |
| N.º    | Título                                                     | Duración |  |
| 1.     | «Canción en harapos»                                       | 6:33     |  |
| 2.     | «Hallazgo de las piedras / Te conozco / Te conozco (coda)» | 11:45    |  |

### Disco 2
| Lado A | |          |  |
| N.º    | Título                                                                                                 | Duración |  |
| 1.     | «Sueño de una noche de verano»                                                                         | 6:19     |  |
| 2.     | «En mi calle»                                                                                          | 3:38     |  |
| 3.     | «Cuando digo futuro» (Escrita en 1969 y lanzada originalmente en disco Cuba va (1971)[cita requerida]) | 3:06     |  |
| 4.     | «El pintor de las mujeres soles»                                                                       | 2:19     |  |

| Lado B |                       |          |  |
| N.º    | Título                | Duración |  |
| 1.     | «Boga, Boga»          | 3:13     |  |
| 2.     | «Requiem»             | 4:01     |  |
| 3.     | «No hacen falta alas» | 7:35     |  |

## Uso en la cultura popular
"Te conozco (coda)" fue utilizada en las finales de varias teleseries de TVN.

## Créditos
- Letra y música: Silvio Rodríguez

### Orquesta Afrocuba
- Fernando Acosta Menor – Saxofón
- Fernando "Teo" Calveiro De La Paz – Guitarra eléctrica
- Roberto García López – Trompeta
- Omar Hernández Santos – Bajo eléctrico
- Higinio López Oriente – Teclados, Flauta y Dirección
- Ernán López-Nussa Lekszycki - Piano
- Edilio De La Caridad Montero – Trompeta
- Eddy Peñalver Belvaric – Cantante, Percusión
- Mario Luis Pino Rodríguez – Tumbadora
- Oscar Valdés Moreno – Batería

### Otros
- Grabación: Santiago Coello y Jerzy Belc
- Mezclas: Frank Fermández, Santiago Coello y Silvio Rodríguez
- Dirección artística: Frank Fermández
- Fotos: Gonzalo Martínez Azurmendi
- Diseño de carpeta: Florencio Vázquez
- Producción: Silvio Rodríguez

### Créditos CD
- Grabación: Santiago Coello y Jerzy Belc
- Dirección musical: Oriente López
- Mezclas: Frank Fermández, Santiago Coello y Silvio Rodríguez
- Dirección artística: Frank Fermández
- Director de producción: Silvio Rodríguez
- Producción: FonoMusic SA
- Estudios de grabación: Sonoland de Madrid (España)[5]